# Antoine de Montchrestien
Antoine de Montchrestien (ou Montchrétien; 1575 — 7 ou 8 de outubro de 1621) foi um soldado, dramaturgo, aventureiro e economista francês.
Montchrestien nasceu em Falaise,  Normandia. Filho de um farmacêutico chamado Mauchrestien e órfão quando jovem, Montchrestien passou à proteção de François Thésart, barão de Tournebu e dês Essarts, tornando-se criado dos filhos de Thésart (o que lhe permitiu participar de seus estudos). Ele mais casaria com a filha de Thésart, Suzanne (1618). Mais tarde em sua vida, ele também seria favorecido por Henrique II de Bourbon-Condé.
Montchrestien inicialmente buscou uma carreira literária (inspirado por François de Malherbe): em 1595 ele publicou sua primeira tragédia, Sofonisba ou La Carthaginoise. Rm 1601, ele publicou mais cinco peças: as tragédias L'Ecossaise (sobre Maria da Escócia), Les Lacènes, David ou l’Adultère, Hamã e o pastoral La Bergerie. Em 1604, ele escreveu sua tragédia Heitor (que pode não ter sido apresentada).
Montchrestien  esteve envolvido em alguns duelos (ilegais na França a partir de 1602). Em 1603, ele foi deixado quase à morte. Em 1604 ou 1605, ele matou seu oponente e foi forçado a fugir para a Inglaterra temporariamente para evitar uma acusação real, mas muito provavelmente pela influência de Jaime VI da Escócia e I de Inglaterra, para quem ele dedicou sua tragédia L'Ecossaise, foi-lhe permitido voltar para a França. Ele se estabeleceu em Auxonne-sur-Loire, onde ele montou uma fábrica de fundição de aço.
Em 1615, ele publicou Traicté de l'économie politique, baseado em grande parte nas obras de Jean Bodin. Na história do pensamento econômico, Foi a primeira vez que o termo 'política econômica' foi utilizado no título de um tratado. Ele desafiou a posição de Aristóteles sobre a independência da política da vida social, incluindo atividades econômicas. Ele também desenvolveu alguns elementos principais do pensamento mercantilista que viria depois, tais como o valor do uso do trabalho produtivo e a aquisição de riqueza ao promover a estabilidade política. Por volta desta época, Montchrestien foi favorecido com alguns cargos oficiais (incluindo o de governador de Châtillon-sur-Loire em 1617), que foram financeiramente vantajosos, sendo que depois ele recebeu o título de barão e se casou.
Em 1620, Montchrestien juntou-se à rebelião huguenote (não há evidência de que ele compartilhava as opiniões religiosas do partido pelo qual ele lutava; anteriormente ele pertencia ao partido moderado que se reuniu em volta de Henrique IV de França) e foi forçado a lutar contra seu ex-protetor, o príncipe de Condé. Incapaz de manter a cidade de Sancerre, Montchrestien retornou à Normandia para tentar aumentar suas tropas, mas na noite de 7 de outubro de 1621 ele foi descoberto em uma pousada em Les Tourailles, perto de Falaise, e foi assassinado. Julgado postumamente, o corpo de Montchrestien foi colocado em uma roda e queimado pelo crime de lesa-majestade.